# بارت بوک
بارت بوک (به انگلیسی: Bartholomeus Jan "Bart" Bok)، در (۲۸ آوریل ۱۹۰۶ تا ۵ اوت ۱۹۸۳ میلادی) یک منجم، معلم، و مدرس هلندی-آمریکایی بود. معروفیت او بیشتر به خاطر تحقیقاتش برای شناختن و شناساندن ساختار و تکامل کهکشان راه شیری و کشف گلبول‌های بوک است. این گلبول‌ها از ابرهای متراکم تاریک، تشکیل شده از گاز و غبارند. بوک پیشنهاد کرد که این گلبول‌ها ممکن است محل تولد ستارگان باشند.
روزنامهٔ بوستون گلوب در سال ۱۹۳۶میلادی بوک و همسرش دکتر پریسیلا فرفیلد را که او هم به نوبهٔ خود اخترشناس شناخته شده‌ای بود «ویزیتور- فروشنده‌هایی از کهکشان راه شیری» نامید. بوک و پریسیلا در کارها، جستجوها و نوشته‌های دانشی همکار یکدیگر بودند و مقاله‌های دانشگاهی آن‌ها به نام هر دو نفر بود. کتاب «این کهکشان راه شیری» آن ها؛ که برای همگان و نه تنها پژوهش گران نوشته شده بود، به گونهٔ گسترده‌ای میان مردم راه یافت و پنج بار دیگر پس از نخستین انتشار به زیر چاپ رفت و به زبان‌های دیگر نیز ترجمه شد. در میان کتاب‌های نجومی که تا کنون منتشر شده‌اند گستردگی این پذیرش همگانی بی مانند است.

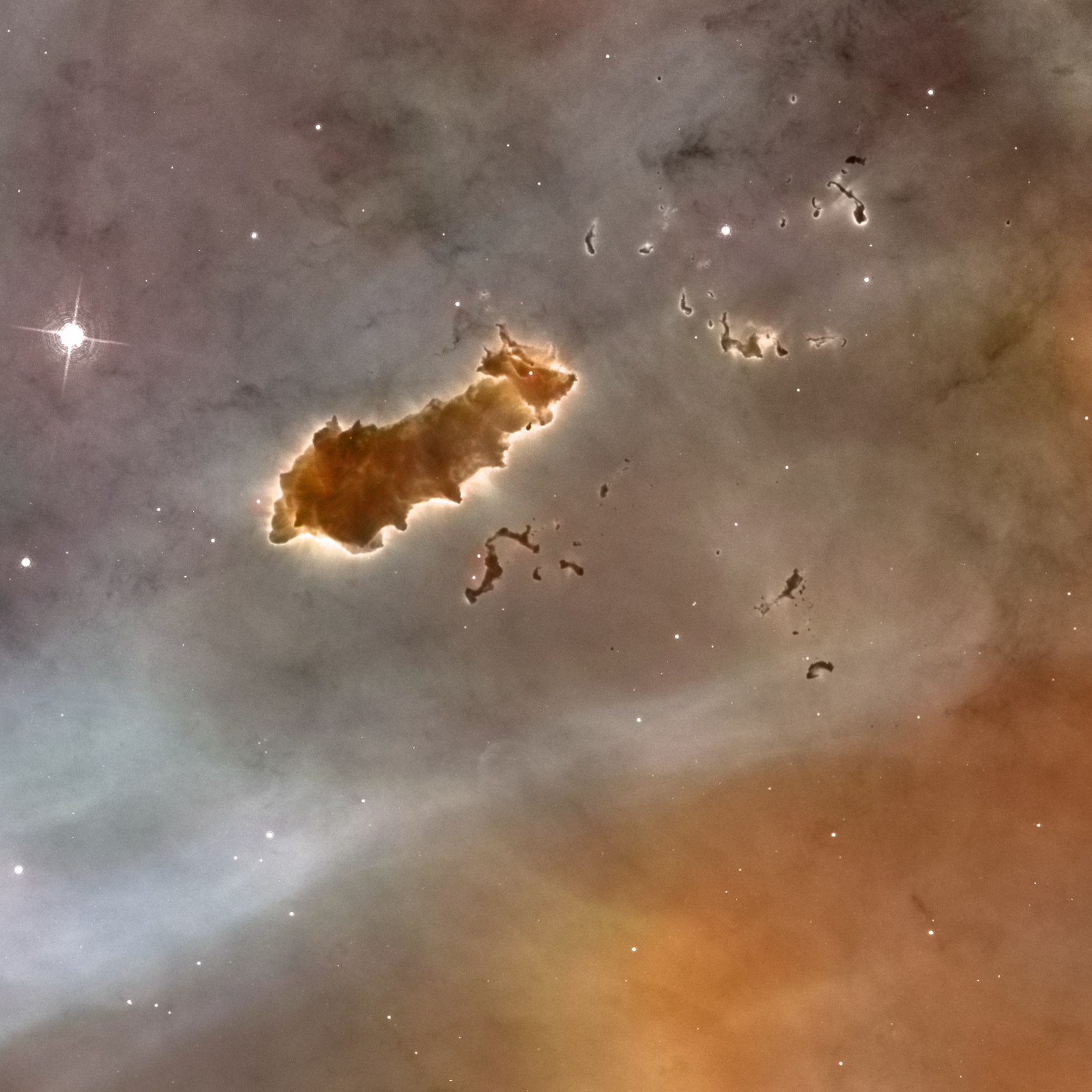
نگاره‌ای از تلسکوپ فضایی هابل که کاترپیلار نام گرفته، یک گلبول بوک در سحابی کارینا.